# Martin Naurath
Martin Naurath, auch Neurath, (* 1575 in Siegen; † 1637 im Dillenburger Schloss) war ein deutscher Philosophie- und Rechtsgelehrter in Herborn sowie Rat und Amtmann in Siegen und Diez.

## Leben
Martin Naurath studierte und promovierte zum Doktor beider Rechte an der Hohen Schule Herborn und war ab 1592 an der Hohen Schule in Herborn tätig, eben ab 1599 als Professor für Philosophie und von 1600 bis 1602 für Recht.
In Siegen war er ab 1608 Rat und Amtmann mit der Titulierung als U.J.D. Advocatus et causarum Patronus Sigensis tätig und ab 1617 bis zu seinem Tode 1637 nassau-diezischer Amtmann in der Residenzstadt Diez an der Lahn.
Martin Naurath stammte aus der Ehe des Rentmeisters in Siegen, Friedrich Naurath und Marie von Cranenburg. Sein Schwager war Johannes Althusius und zweiter Ehemann seiner Schwester Margarethe.
Naurath war verheiratet mit Dorothea Clara Naurath.
Aus der Ehe gingen sechs Kinder (Dorothea Clara, Georg Heinrich, Friedrich Immanuel, Johann Friedrich, Hermann, Anna Margarethe) hervor. Sein Sohn Hermann wurde 1636 Amtmann in Nassau in der Grafschaft Diez, wo er 1669 starb, Friedrich Emanuel wurde Geheimer Sekretär und nassauischer Hofrat in Oranienstein und Johann Friedrich, Feldhofmeister und Haushofmeister im Hause Nassau-Dillenburg. Seine Tochter Anna Margareth Naurath war verheiratet mit Martin Schickhard, Amtmann, Rechtsanwalt und Hexenkommissar in Frankfurt am Main.